# Bucentaure (mythologie)
Pour les articles homonymes, voir Bucentaure.

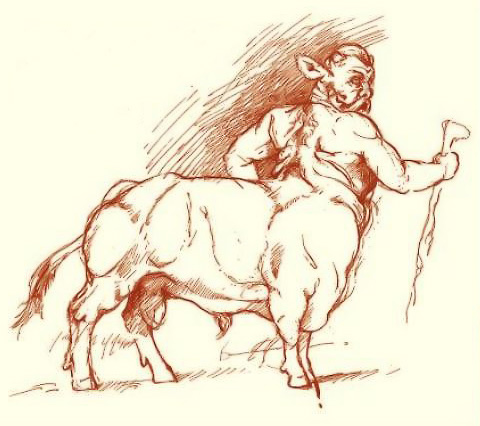
Dessin représentant un bucentaure

Dans la mythologie grecque, le bucentaure est un centaure ayant un corps de taureau ou de bœuf au lieu d'un corps de cheval. On le trouve plus rarement que le centaure.

## Origine

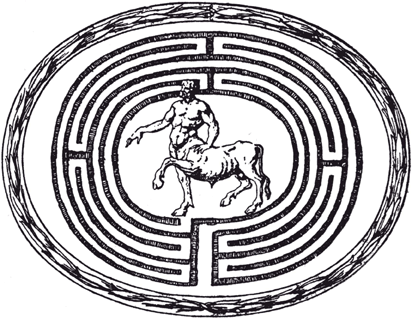
Le Minotaure dans le labyrinthe. Gravure d'une gemme du XVI de la Collection Médicis au Palazzo Strozzi, à Florence. Sur cette illustration la créature est représentée sous la forme d'un bucentaure et non d'un minotaure.

L'origine du mot se trouve dans le latin bucentaurus, en référence à un type de créature chimère équivalente à un centaure, mais dont le corps n'est pas celui d'un cheval, mais celui d'un taureau ou d'un buffle. C'est donc l'opposé du minotaure, qui a la tête d'un taureau et le corps d'un homme.
Le bucentaure n'est pas un être de la mythologie grecque, n'apparaissant dans aucun mythe, mais en est originaire car il a été créé à partir du mythe du centaure. Ils ont une plus grande résistance physique et sont plus robustes que les centaures et les onocentaures, donc dans les scènes de bataille, on les voit vêtus d'armures résistantes et portant des armes lourdes telles que des masses, des masses d'armes, des fouets d'armes et des marteaux.[réf. nécessaire]

## Dans l'art

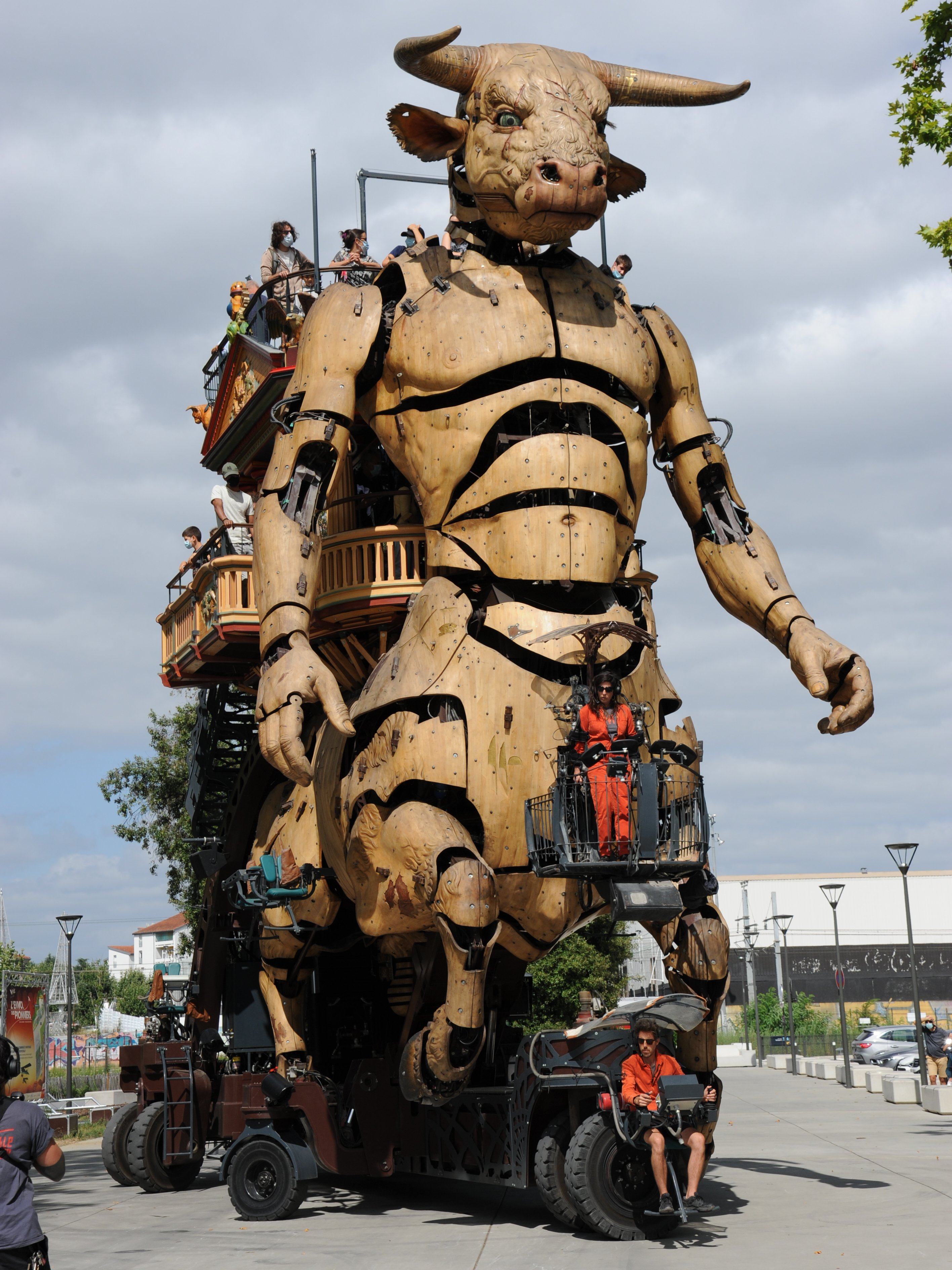
Le minotaure géant de la Halle de La Machine à Toulouse, hybride de minotaure et de bucentaure.

Dans les arts, le bucentaure remplace parfois le minotaure où le taureau crétois.
Ainsi, il prend parfois la place du minotaure tué par Thésée, que ce soit dans des représentations du minotaure dans le Labyrinthe ou de Thésée tuant le minotaure. Ces représentations du minotaure sous forme de bucentaure sont courantes en particulier à partir du Moyen Âge. Le minotaure garde aussi parfois une tête de taureau sur un corps de bucentaure, comme c'est le cas par exemple pour le minotaure mécanique de la compagnie La Machine à Toulouse.
De même, il est parfois représenté avec Hercule essayant de l'étrangler, remplaçant ainsi le taureau crétois de Minos que le héros doit capturer vivant au cours de ses travaux (le septième de ses douze travaux).
Le bucentaure que Thésée est représenté en train de tuer peut également être le taureau crétois capturé par Hercule, parfois en un amalgame des deux créatures : En effet Eurysthée, ayant vu l'animal ramené par Hercule, le relâcha. Le taureau terrible erra un temps à travers la Grèce et s'installa finalement près de Marathon. Là, il se rendit coupable de plusieurs méfaits, avant d'être finalement terrassé par Thésée.
Dans l'art, la créature symbolise le dualisme de la nature humaine, dans laquelle coexistent à la fois le principe spirituel et le principe animal.

## Utilisations

### Héraldique
Un bucentaure femelle apparaît dans les armoiries de la municipalité de Taormine.

### Patrimoine naval

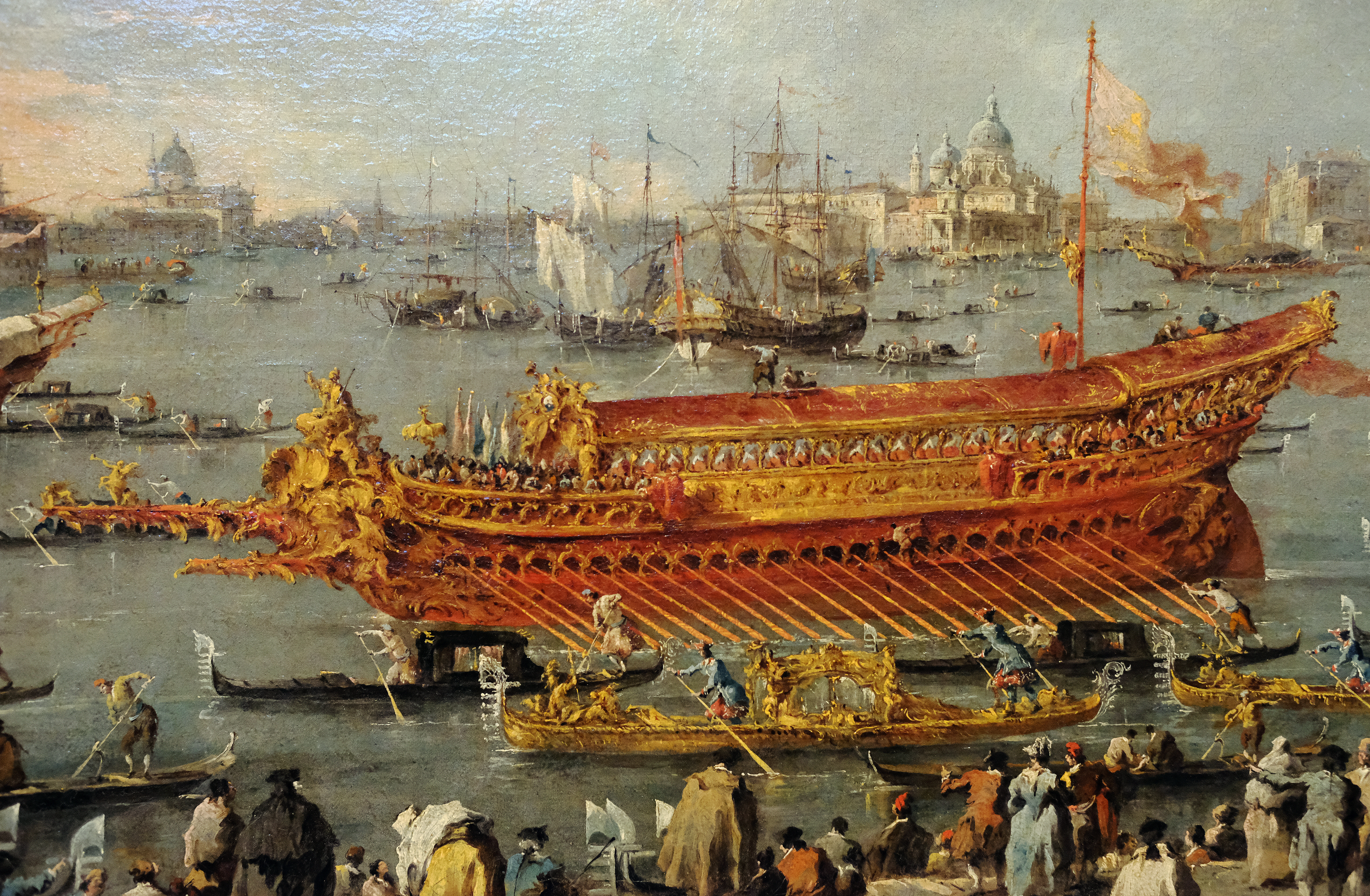
Francesco Guardi, Le Départ du Bucentauro vers le Lido de Venise, le jour de l'Ascension, vers 1770 - 1780, (détail).

- Un certain nombre de galères vénitiennes ont été nommées Bucentauro (du latin bucentaurus, mais de la déformation du vénitien buzino d'oro, « navire d'or ») du XIVe au XVIIIe siècle, la plus célèbre étant la dernière de toutes, lancée à Venise en 1729[6].
- Un autre navire, du début du XIXe siècle, fut baptisé en France le Bucentaure, mais cette fois ce n'était pas une galère mais un navire de guerre. Le Bucentaure a participé à la bataille de Trafalgar en 1805 en tant que vaisseau-amiral de la marine impériale française. Après avoir été capturé par les Britanniques, l'équipage emprisonné s'est rebellé et a réussi à libérer le navire mais, ayant perdu ses mâts pendant la bataille, le navire n'a pas pu être contrôlé et a fini par couler dans la baie de Cadix.